# ダイレクトマーケター
ダイレクトマーケターは、ダイレクトマーケティングにおけるコンサルタント、プランナー、クリエイティブ関係者、システム開発関係者、フルフィルメント関係者など広く含む。

## 種別

### 戦略系
ダイレクトマーケティングにおける広範な領域を範疇として、全体のプランニングを行う。レスポンス獲得のためのコピーや表現の立案といった領域もさることながら、インターネット、ダイレクトメール、時系列な展開、ブランドの確立、競合対策のための戦略を立案する。事業計画の立案を行うこともある。
ダイレクトマーケティング計画の中心となるテスト計画のプランニングを行う。このテスト計画に基づき適切なメディアの配分を行う。

### クリエイティブ系
レスポンスを獲得するために必要なクリエイティブ制作物の構成、台割、コピーライティング、デザインを担当する。バリアブル印刷にも対応するため、データベースに慣れていることも要求されることがある。

### システム系
顧客データベースの概念設計、WEBサイトの設計、Eコマースの設計を行う。

### フルフィルメント系
コールセンターの運営、物流センターの手配、決済手段の確保などを行う。

### 分析系
レスポンスの分析、顧客分析を行う。

## 主なダイレクトマーケター養成機関
以下の組織ではそれぞれダイレクト・メール・マーケティング・エキスパート等の民間資格(資格称号)を認定している。
- 社団法人日本ダイレクト・メール協会
- 特定非営利活動法人ダイレクトメール推進協議会